# Mleko wapienne (speleologia)

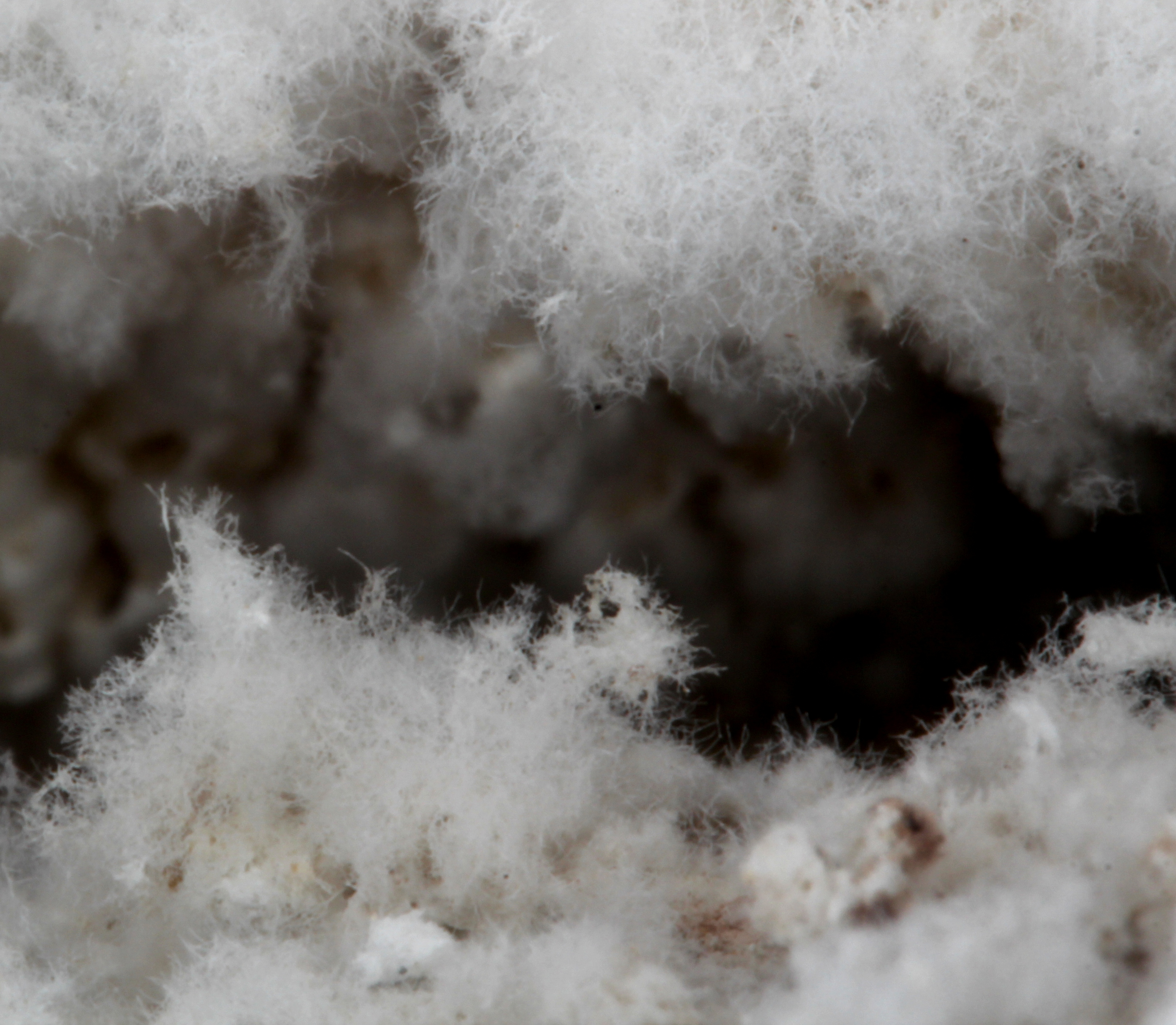
Piankowate mleko wapienne

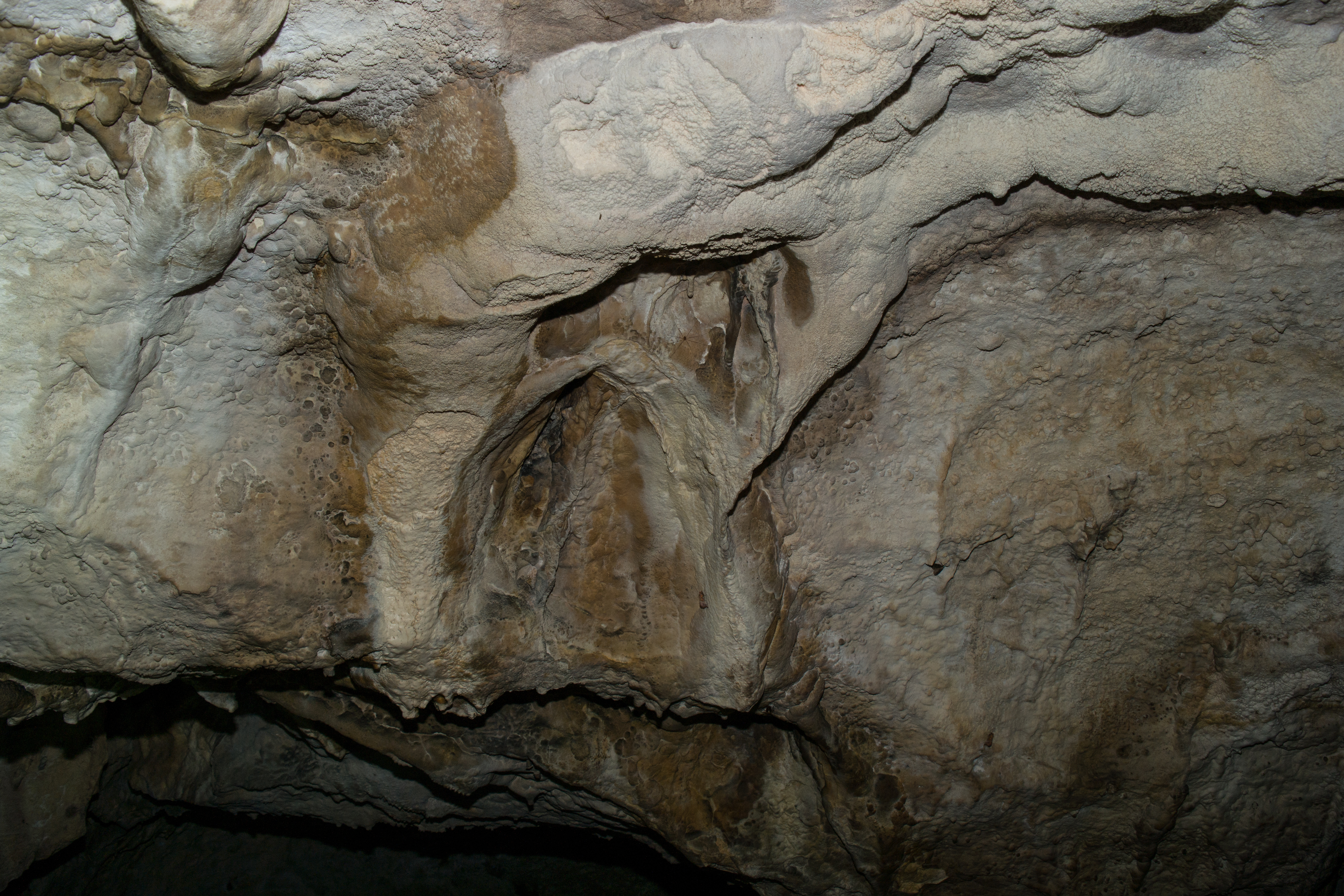
Zatwardnięte mleko wapienne

Mleko wapienne – w speleologii jest to początkowa forma powstawania nacieku jaskiniowego. W stanie wilgotnym mleko wapienne ma postać pasty, jest miękkie i silnie wodniste, w stanie suchym kredowate i bardzo lekkie. Występuje na ścianach jaskiń i na ich spągu. Pokrywa je mniej więcej równomiernej grubości warstewką, tworzy podłużne, serowate zgrubienia, albo gruby, drobno uwarstwiony osad. Ma różną konsystencję; od płynnej przez ciągliwą do galaretowatej, w zależności od zawartości wody. Zazwyczaj jest białe, czasem tylko pobarwione substancjami ilastymi.
Głównym składnikiem mleka wapiennego jest węglan wapnia występujący w dwóch odmianach; drobnokrystalicznej i lublinitowej (lublinit – odmiana kalcytu). Mikrokryształki w odmianie drobnokrystalicznej mają wielkość około 0,006 mm, bardzo rzadko trafiają się większe kryształki o wymiarach 0,09 – 0,15 mm. Ta odmiana jest najczęściej spotykana. Mikrokryształki lublinitu mają postać igiełek o grubości około 0,007 mm i długości do 0,2 mm. Między obydwoma odmianami istnieją formy pośrednie. Brak wielkich kryształów jest charakterystyczną cechą mleka wapiennego różniącą go od substancji, z jakiej zbudowane są nacieki twarde. Spowodowany jest obecnością w roztworze kwaśnego węglanu wapnia oraz kwasów humusowych i glinu. Zwykle mleko wapienne składa się z kalcytu, ale może zawierać także inne składniki – allofan, apatyt, aragonit, gips, chantyt, hydromagnezyt, hydrocynkit, magnezyt i inne. Powstaje w wyniku:
- działalności mikroorganizmów,
- rozpadu skorup skalnych i nacieków,
- bezpośredniego wydzielanie się z wód infiltracyjnych i kondensacyjnych[1]

Mleko wapienne jest jedną z częściej spotykanych form nacieków jaskiniowych. Może tworzyć delikatne, piankowate struktury, ale w wyniku twardnięcia i przyrastania mogą się z niego tworzyć także:
- polewy naciekowe w postaci nacieków wełnistych i pól ryżowych,
- żebra naciekowe i zasłony naciekowe,
- nawisy naciekowe osiągające długość do 40 cm i grubość 1–2 cm,
- nacieki kożuchowe[2].

Rodzaj nacieków powstających z mleka wapiennego zależy od nachylenia podłoża. Na poziomych lub lekko nachylonych (0 do 20°) ścianach jaskiń występują pola ryżowe. Na ścianach silniej nachylonych tworzą się nacieki wełniste, a na ścianach pionowych żebra naciekowe i zasłony – te ostatnie głównie na ścianach przewieszonych. Proces przechodzenia między poszczególnymi formami odbywa się stopniowo, w miarę nachylania się stoku.
Miękkie i twarde nacieki jaskiniowe często powstają równocześnie obok siebie. Tak np. w jaskini Szczelina Chochołowska tuż obok zbudowanej w całości z mleka wapiennego zasłony wyrasta kilkucentymetrowej długości stalaktyt, w całości grubokrystaliczny i twardy. Po stalaktycie i grzbiecie zasłony spływa ze stropu woda, można by więc przypuszczać, że obydwie te formy powstają z tego samego roztworu. Badania mikroskopowe wykazują jednak, że grubokrystaliczną strukturę ma tylko stalaktyt i grzbiet przylegającej do niego zasłony. Inne badania wykazały, że z mleka wapiennego nie tworzą się struktury grubokrystaliczne. Jeśli nawet powstają struktury podobne zewnętrznie, to różnią się budową wewnętrzną i mikroskopową. Gdy mleko wapienne wysycha i twardnieje w głębi jaskini, to tworzy lekką, porowatą skorupę, gdy twardnieje w partiach jaskini pozostających w zasięgu klimatu zewnętrznego, to tworzy substancję białą, mączystą i pilśniowatą. Nigdy jednak nie jest to taka twarda i grubokrystaliczna struktura, jak w naciekach twardych (np. stalaktytach).